# Josep Rodríguez i Lloveras
Josep M. Rodríguez i Lloveras (Barcelona, 1902 – 23 de juny de 1984) fou un arquitecte i urbanista català.
Fill de Joaquim Rodríguez Barrera. Titulat l'any 1925 s'especialitzà en teatres, cinemes i sales d'espectacles. En són exemples els teatres Comèdia (1941) i Calderón (1945; desaparegut) i els cinemes Waldorf i Jaime I, tots ells a Barcelona. El 1928 va dissenyar la plaça Francesc Macià que tan sols va realitzar-se segons el seu projecte pel costat nord. A Palafrugell (Baix Empordà) intervé en les cases de les Escales de Garbí i plaça Marinada i a Can Genover. A l'Eixample de Tortosa va dissenyar als anys 30 la segona fase d'edificació de la casa d'Alonso Ballester (coneguda també com a Centre del Comerç) a la que es van afegir les tres plantes superiors.
Entre les seves obres més conegudes però figuren l'edifici Ferrer Cajigal (1935), a la plaça Francesc Macià, la casa Antoni Lanau (1939; via Laietana) o l'Hotel Calderón (1973; Rambla Catalunya), tots a la ciutat de Barcelona.
Col·laborà en diverses publicacions, entre elles La Vanguardia. La seva germana Maria Teresa Rodríguez Lloveras va casar-se amb l'arquitecte Santiago Casulleras i Forteza el juny de 1928.

## Galeria d'imatges

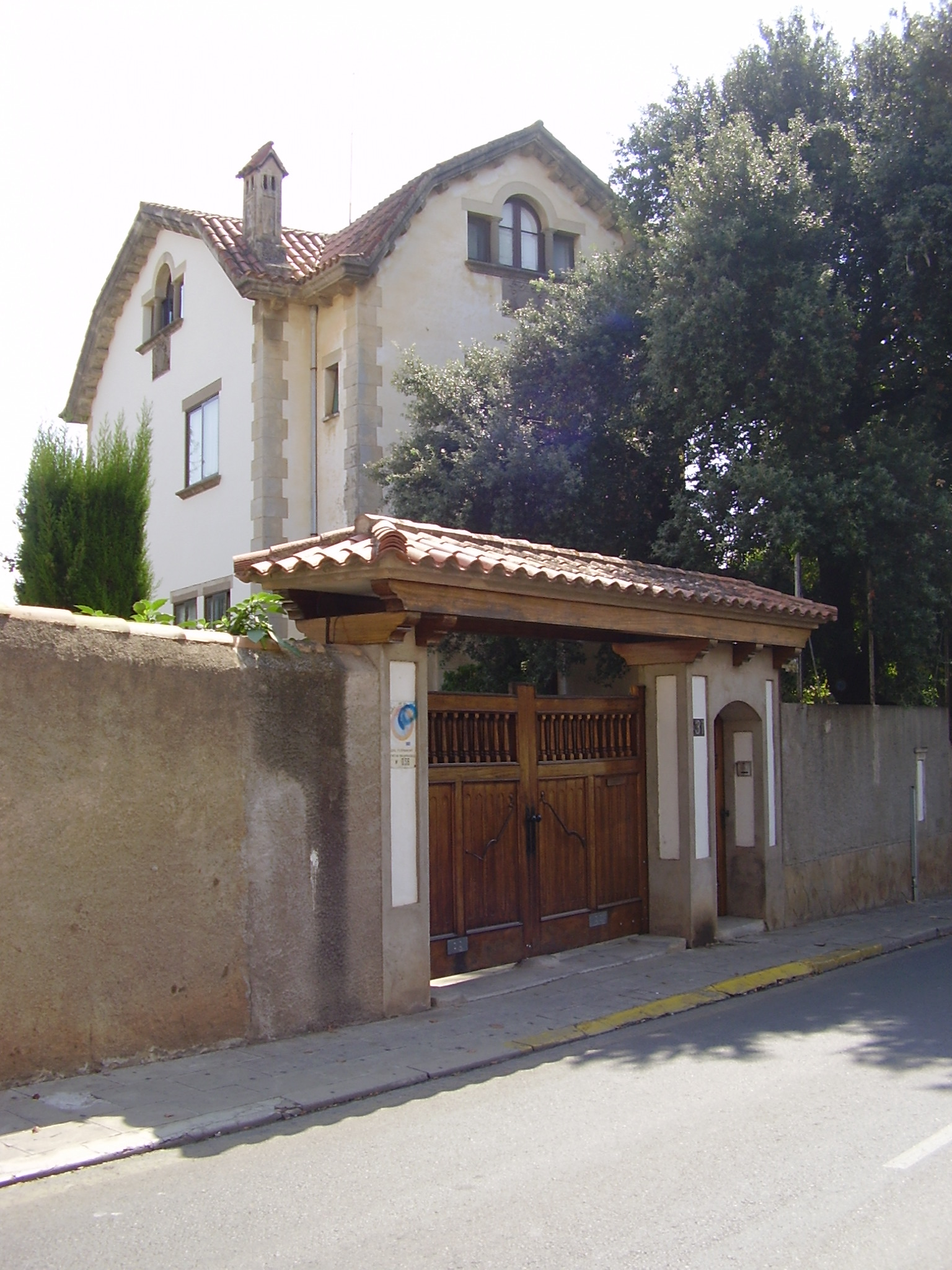
Can Genover (1925) a Palafrugell.
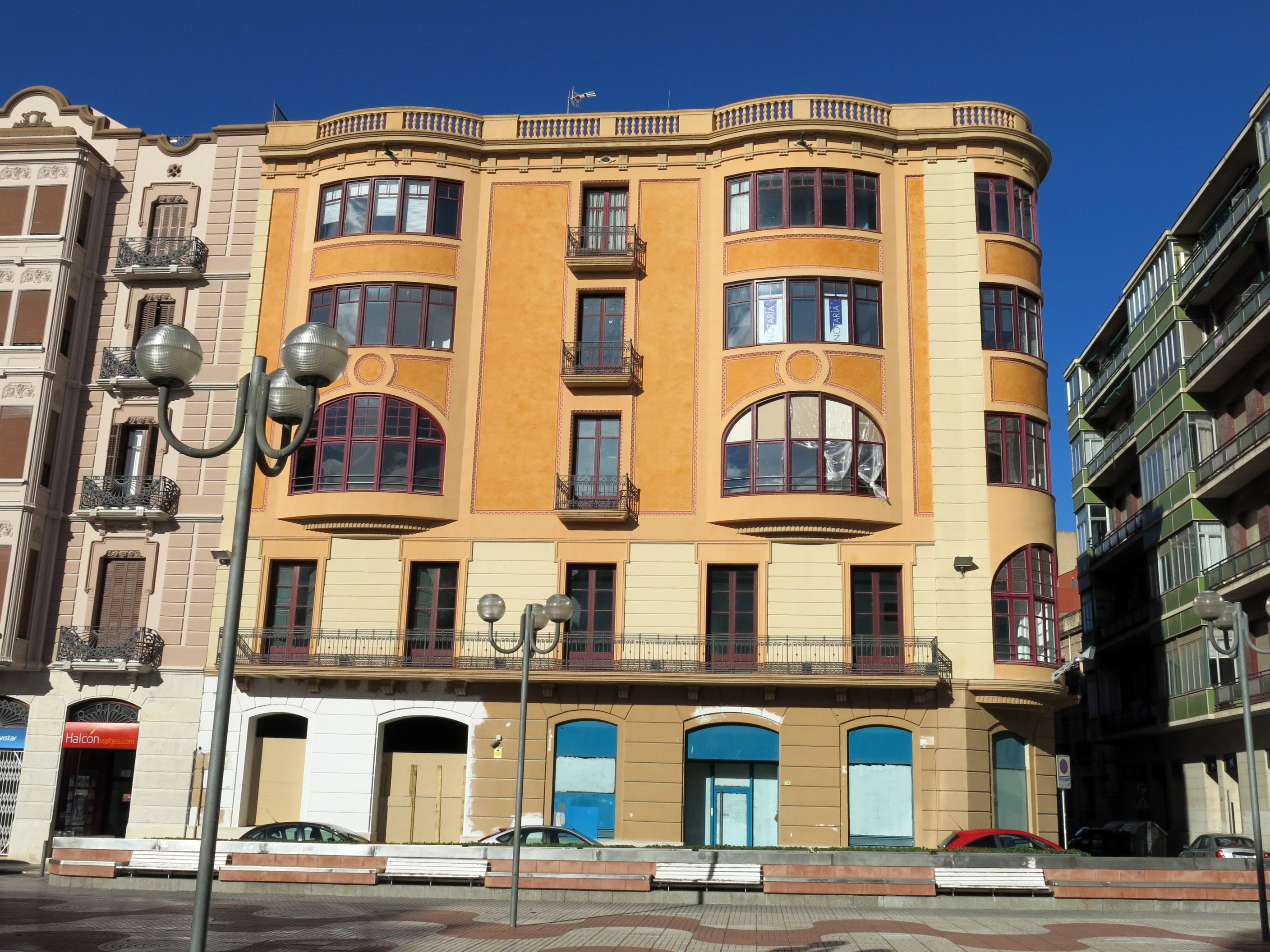
Edifici d'Alonso Ballester que fou seu del Centre del Comerç de Tortosa.
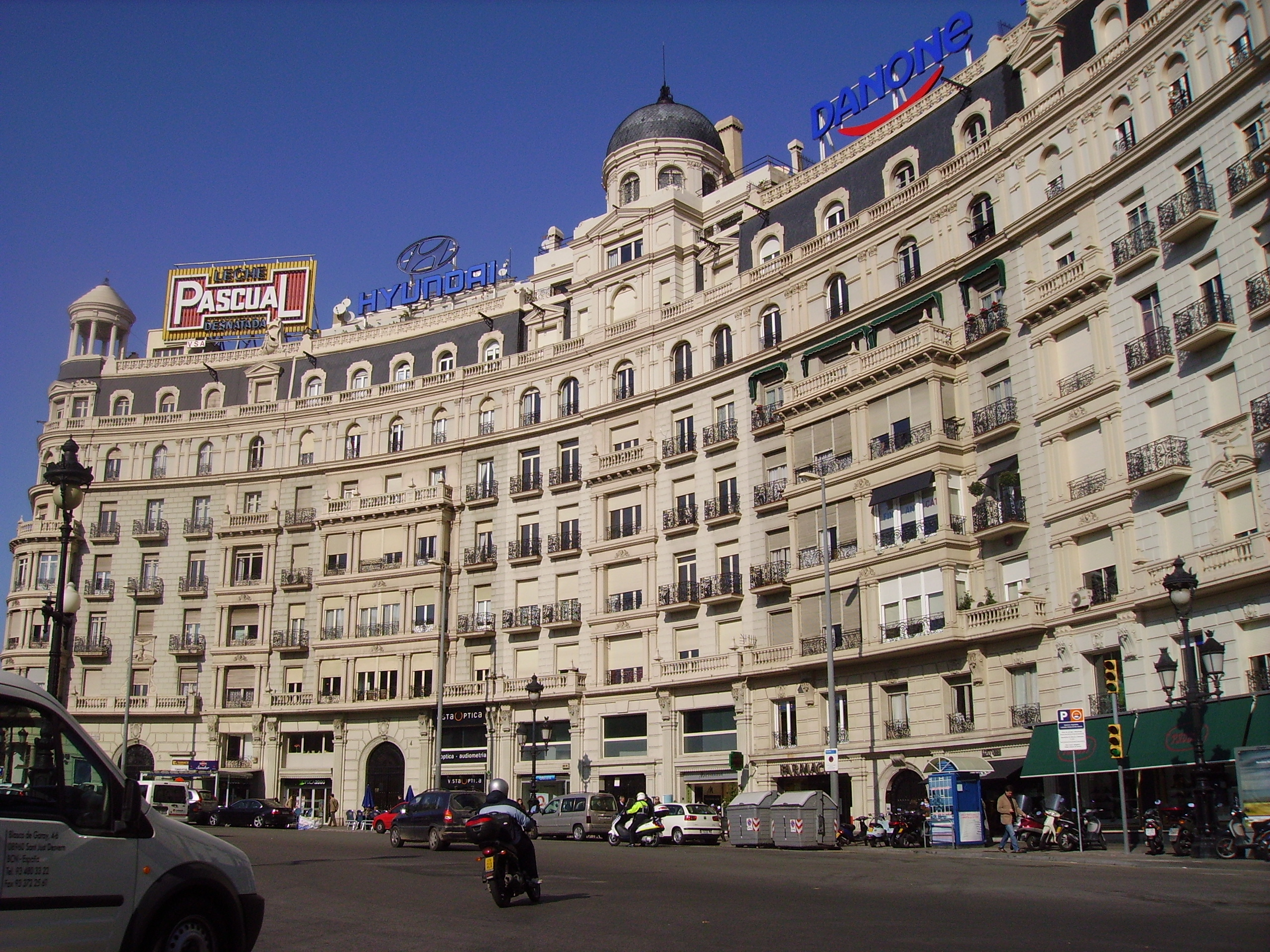
Part nord-oest de la plaça de Francesc Macià amb l'edifici Ferrer Cajigal
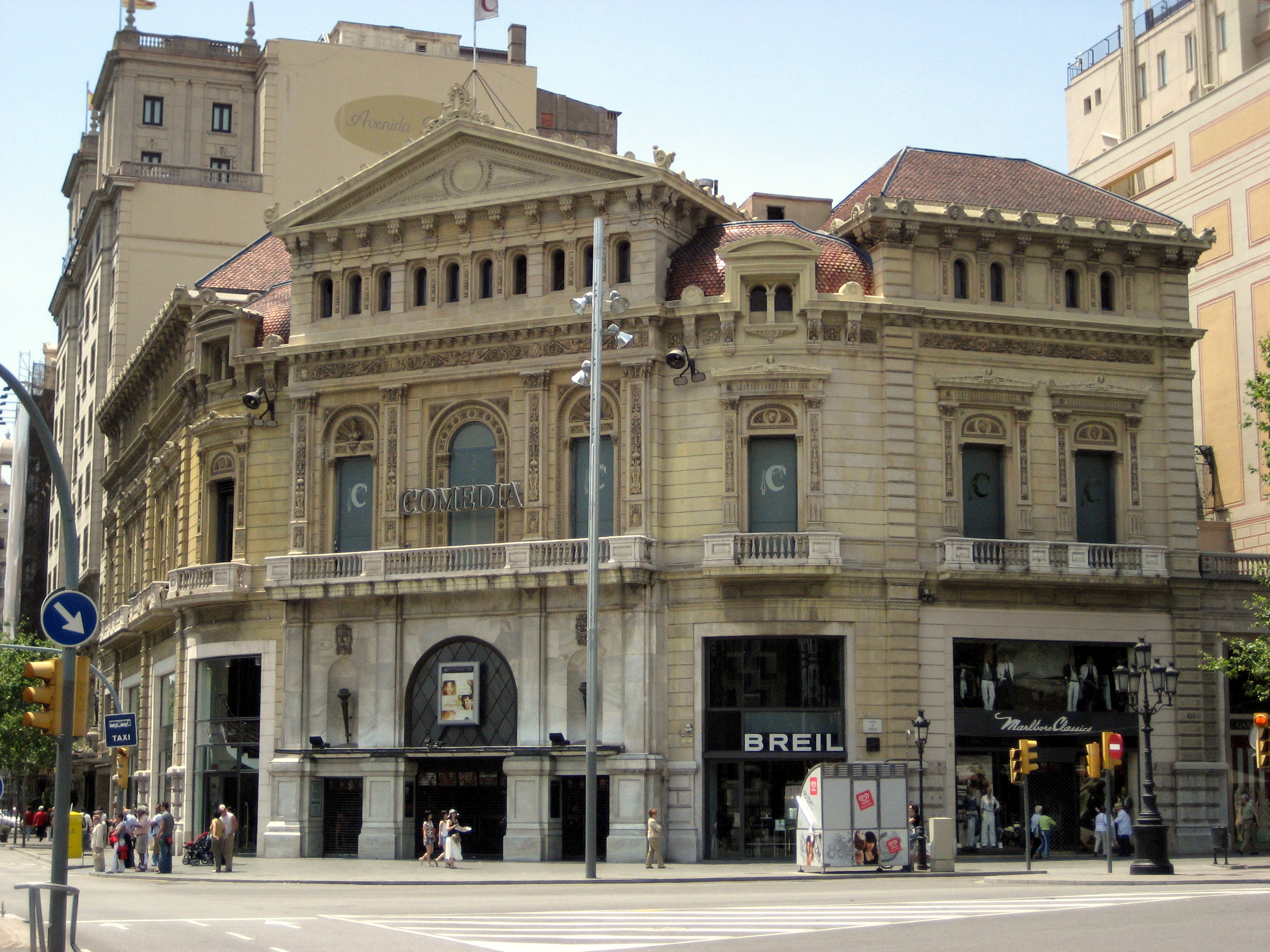
El que fou Teatre de la Comèdia